# Sergio Campos
Sergio Alfredo Campos Ulloa (Curicó, 25 de febrero de 1949) es un periodista, locutor de radio, profesor normalistay docente universitario chileno. Ha sido la voz del noticiero El Diario de Cooperativa de la radio homónima durante 47 años consecutivos.
En 2011 fue galardonado con el Premio Nacional de Periodismo.

## Estudios
En octubre de 1967 se tituló de profesor de educación primaria urbana en la Escuela Normal Superior José Abelardo Núñez, con la tesis Tópicos educacionales de los principales diarios de la capital. Ejerció como profesor experimental de la Escuela Consolidada Miguel Dávila Carson entre 1967 y 1973.
Posteriormente estudió licenciatura en comunicación social en la Universidad de Santiago de Chile, desde donde se tituló en 1995 con la tesis La radio y la construcción social de la realidad: Críticas y propuestas.

## Carrera profesional

### Radio
La mayor parte de su carrera la ha realizado en radio. Comenzó como locutor en Radio Prat, pasando a Radio Corporación en junio de 1970, donde era lector de noticias y conducía el vespertino Corporito Show.
El golpe de Estado de 1973 lo encontró en la radio junto a Erich Schnake, miembro del directorio de la emisora, al director de la radio, Rodolfo Varela y al periodista Miguel Ángel San Martín, ocasión en que recibieron un llamado del presidente Salvador Allende informándoles de la situación. Posteriormente Campos fue llevado como testigo por el abogado Luis Ortiz Quiroga al juicio de guerra llevado en contra de Schnake, pero sus respuestas disgustaron a los militares, siendo detenido en la Academia de Guerra Aérea (AGA), donde sufrió agresiones físicas como patadas y culatazos de fusil.

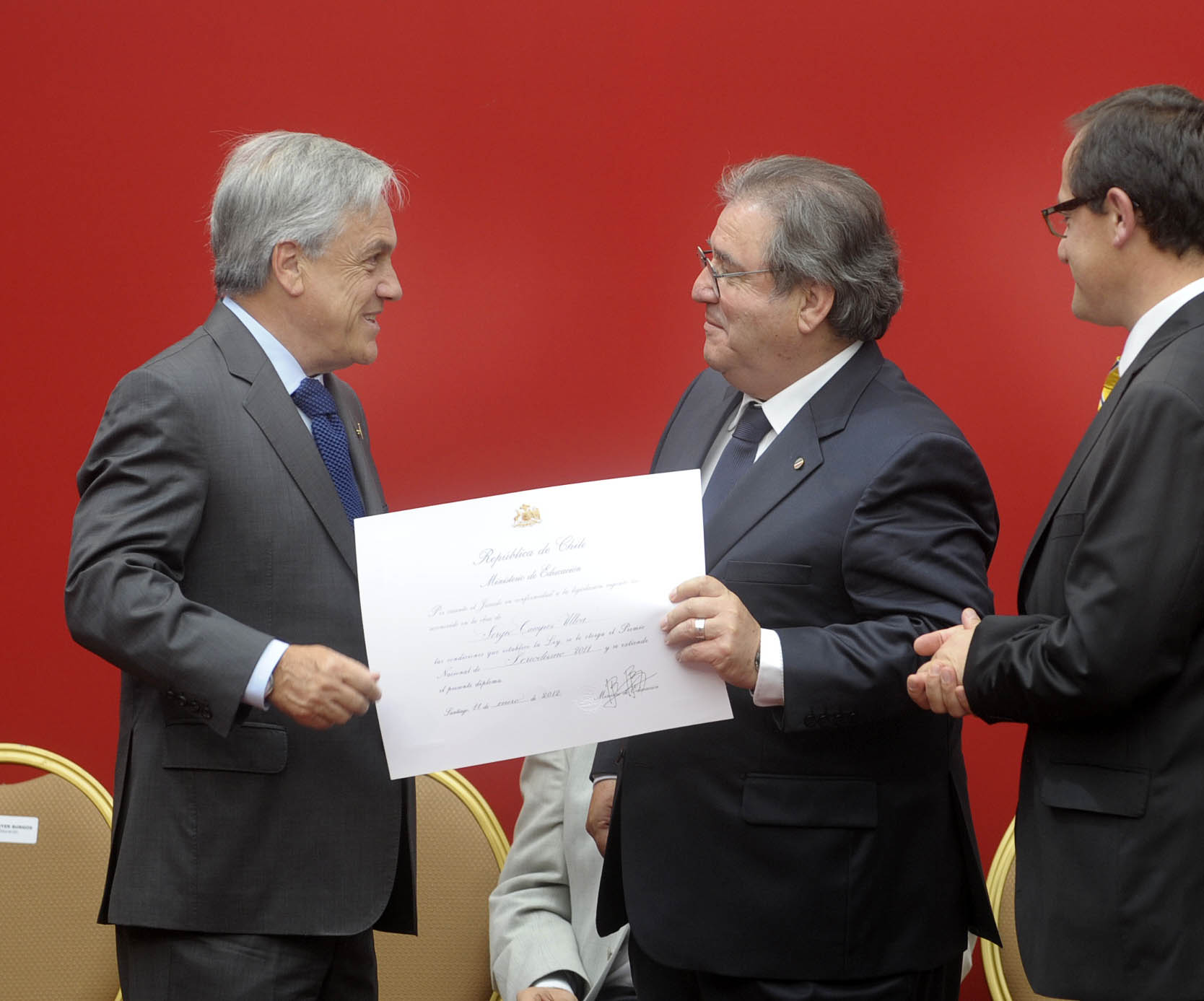
Campos recibe el Premio Nacional de Periodismo de manos del presidente Sebastián Piñera.

A inicios de 1974, la Radio Corporación fue expropiada por la dictadura militar, siendo renombrada Radio Nacional de Chile, y Campos fue despedido por la nueva administración. Por ello se exilió en Argentina, donde trabajó como corresponsal de la Agencia Latinoamericana de Información (ALAI) en Buenos Aires. Tras su retorno a Chile, ingresó a la Radio Cooperativa, donde trabaja desde abril de 1978 conduciendo El Diario de Cooperativa en su edición matinal desde 1981.

### Televisión
Su salto a la televisión sería en 1990, cuando se convierte en uno de los fundadores del entonces naciente canal Megavisión y de su departamento de prensa, donde se hace cargo de la conducción del noticiero Meganoticias en su edición nocturna. La razón de su llegada al canal privado, fue porque según el entonces director de prensa Fernando Leighton había pedido por orden del dueño del canal Ricardo Claro, algunos comunicadores que fueran contrarios a la ideología del empresario, todo con tal de darle una imagen de imparcialidad e independencia al medio de comunicación..
En 1996, un año después de titularse de periodista, comienza a conducir el mencionado noticiero central del canal privado en compañía de su colega Susana Horno. 
A mediados del año 2000, Campos decide no renovar contrato con Megavisión, esto debido a que la directora de prensa de ese entonces Patricia Guzmán le ofreció salir de la conducción de Meganoticias para conducir el programa de reportajes Aquí en vivo, lo cual el profesional no aceptó. Así las cosas, el periodista curicano fue reemplazado en la conducción del informativo por su colega (de oficio) y ex conductor del noticiero El pulso del recién cerrado Canal 2 Rock & Pop Juan Manuel Astorga.
Meses después, firma contrato por el canal La Red (en ese entonces Red Televisión) donde se convierte en presentador del informativo Telediario en su edición de mediodía, ahí fue compañero de trabajo del emblemático ex locutor de Canal 13 Javier Miranda y de un entonces joven periodista Felipe Vidal.
Condujo dicho informativo hasta 2006, luego fue panelista, hasta 2008, del programa de debates Puntos de Vista en el mismo canal, emitido los domingos por la mañana para competir con el consolidado espacio similar de TVN Estado Nacional y a su vez tapar el vacío que dejó en dicho horario el insigne Tolerancia Cero de Chilevisión, el cual se había trasladado al horario prime.
También ha realizado entrevistas en el canal congresista TVSenado, entre ellas en el programa titulado Profundidad de Campos.
En 2018 fue panelista del noticiero de UCV Televisión Esto es noticia. Luego, en 2021, vuelve temporalmente a La Red para ser panelista esporádico del estelar Mentiras Verdaderas, siendo este su último trabajo en la pantalla chica.

### Distinciones y Premios
En 2010 recibió la Orden al Mérito Docente y Cultural Gabriela Mistral, y al año siguiente obtuvo el Premio Nacional de Periodismo.

### El Fin de una era
El 8 de abril de 2025 el periodista anunció su salida de Radio Cooperativa, la que fuese su casa radial durante casi medio siglo; también confirmó su retiro de los medios de comunicación en general. Auditores, deportistas, políticos (incluido el Presidente de la República Gabriel Boric), periodistas de la misma radio y de otros medios, entre otras personalidades, se volcaron en redes sociales para comentar la noticia y despedir al periodista. La última edición de El Diario de Cooperativa en ser conducida por su persona, fue el día viernes 11 de abril, donde la emisora le dedicó todo el último bloque de esa edición, repasando sus hitos más destacados en sus 47 años al mando del informativo, siendo ovacionado y aplaudido por sus compañeros de trabajo, además de recibir muestras de cariño vía redes sociales por parte de emocionados auditores, especialmente de sobrevivientes víctimas de represión y tortura durante la Dictadura de Augusto Pinochet, quienes consideran un héroe al profesional debido a su labor fundamental en aquella difícil época para el país.

## Vida Personal
En 1974, apenas comenzó su exilio en Argentina conoció a Verónica Toro, una destacada cirujana dentista chilena con quien inició una relación ese mismo año, ambos se casarían al año siguiente cuando regresan a Chile.
Campos y Toro tuvieron tres hijos, Lorena, Camilo y Valentina, el central y el único varón, fue también el único de los tres que siguió los pasos de su padre, ya que también es periodista.
A su vez, son abuelos de tres nietos, Javier, Tomás y Rafael.
El profesional es confeso hincha de Colo Colo.

## Académico
Ha sido académico en la Universidad de Santiago de Chile y desde 1998 en la Escuela de Periodismo del Instituto de la Comunicación e Imagen de la Universidad de Chile. De enero de 2014 a marzo de 2017, fue presidente de la Junta Directiva de la Universidad Metropolitana de Ciencias de la Educación (UMCE). Fue Decano de la Facultad de Comunicaciones (FACOM), de la Universidad Central de Chile de 2017 a 2019.[cita requerida]

## Obras
- La voz de la radio está llamando (2016)